# Tour de Vendée 2008
La 37e édition du Tour de Vendée  a eu lieu le dimanche 5 octobre 2008. Il s'agit de l'avant-dernière épreuve de la Coupe de France de cyclisme sur route 2008, inscrite en catégorie 1.1 au calendrier de l'UCI Europe Tour. Elle est remportée par le coureur espagnol Koldo Fernández de l'équipe Euskaltel-Euskadi

## Classement final
|    | Coureur            | Pays     | Équipe                  |    | Temps          |
| -- | ------------------ | -------- | ----------------------- | -- | -------------- |
| 1  | Koldo Fernández    | Espagne  | Euskaltel-Euskadi       | en | 5 h 9 min 50 s |
| 2  | Kristof Goddaert   | Belgique | Topsport Vlaanderen     |    | m.t.           |
| 3  | Anthony Geslin     | France   | Bouygues Télécom        |    | m.t.           |
| 4  | Samuel Dumoulin    | France   | Cofidis                 |    | m.t.           |
| 5  | Mathieu Drujon     | France   | Caisse d'épargne        |    | m.t.           |
| 6  | Florian Vachon     | France   | Roubaix Lille Métropole |    | m.t.           |
| 7  | Frédéric Guesdon   | France   | Française des Jeux      |    | m.t.           |
| 8  | Angelo Furlan      | Italie   | Crédit agricole         |    | m.t.           |
| 9  | Guillaume Levarlet | France   | Française des Jeux      |    | m.t.           |
| 10 | Jonathan Hivert    | France   | Crédit agricole         |    | m.t.           |